# سیارک ۵۱۴۱۵
سیارک ۵۱۴۱۵ (به انگلیسی: 51415 Tovinder، نامگذاری:2001ER13) پنجاه و یک هزار و چهارصد و پانزدهمین سیارک کشف شده‌است که در ۱۵ مارس ۲۰۰۱ کشف شد.